# (8263) 1986 QT
(8263) 1986 QT est un astéroïde de la ceinture principale découvert en 1986.

## Description
(8263) 1986 QT a été découvert le 26 août 1986 à l'observatoire de La Silla, au Chili,  par Henri Debehogne.

### Caractéristiques orbitales
L'orbite de cet astéroïde est caractérisée par un demi-grand axe de 2,22 UA, un périhélie de 1,87 UA, une excentricité de 0,16 et une inclinaison de 2,83° par rapport à l'écliptique. Du fait de ces caractéristiques, à savoir un demi-grand axe compris entre 2 et 3,2 UA et un périhélie supérieur à 1,666 UA, il est classé, selon la JPL Small-Body Database, comme objet de la ceinture principale.

### Caractéristiques physiques
(8263) 1986 QT a une magnitude absolue (H) de 14,3 et un albédo estimé à 0,192.